# سیارک ۱۹۳۱۸
سیارک ۱۹۳۱۸ (به انگلیسی: 19318 Somanah، نامگذاری:1996XB2) نوزده هزار و سیصد و هجدهمین سیارک کشف شده‌است که در ۲ دسامبر ۱۹۹۶ کشف شد.
قدر مطلق سیارک برابر ۲۱.۴ است.